# Uomo lupo. Saggio sul sadismo, il masochismo e la licantropia
Uomo lupo. Un'interpretazione antropologica di sadismo, masochismo e licantropia (Man into Wolf. An Anthropological Interpretation of Sadism, Masochism and Lycanthropy) è un saggio pubblicato nel 1951 da Robert Eisler (1882-1949), storico dell'arte e biblista austriaco. 
Il testo si basa su una conferenza tenuta alla Royal Society of Medicine, a cui è stato aggiunto un corpo amplissimo di note, che approfondiscono i vari temi trattati. Eisler intende risolvere il problema di quale sia  l'origine del sadismo e del masochismo. Attraverso la teoria degli archetipi di Carl Gustav Jung, egli individua l'origine di tali tendenze psicologiche in un antico evento evolutivo, provocato da condizioni ambientali avverse, ossia il passaggio dallo stile di vita pacifico e vegetariano dei raccoglitori preistorici, a quello degli aggressivi cacciatori e predatori, il che avvenne imitando il comportamento dei lupi. Tale ricordo traumatico spiega anche le leggende riguardanti la licantropia. Egli trova conferma della propria  teoria in numerosi esempi tratti dai miti, dall'arte, dall'antropologia (in particolare i riti dionisiaci), dalla psicanalisi e dalla cronaca nera dell'epoca.
Questa consapevolezza genera ottimismo sul futuro: " Se non ci fu mai una Caduta, non vi poté essere né potrà mai esserci una redenzione. Se invece ci fu una ben definita Caduta, se la natura umana in origine non fu una natura di lupo, ma di un animale pacifico, frugivoro, non aggressivo e neppure geloso, che sviluppò l'attuale comportamento predatorio, omicida e mosso da gelosia solo a causa di un'estrema pressione ambientale e dell'imitazione extraspecifica dei sanguinari nemici della sua stessa specie, allora esiste la speranza di modificare la nostra organizzazione sociale e il nostro ambiente, per gradi o in modo rapido, così da consentirci di gettare la fatale maschera del lupo, domare la belva archetipa che è in noi e riportare l''umanità alla sua condizione primordiale di ahimsa o innocenza, realizzando la pace in terra fra gli uomini di buona volontà".

## Edizioni
- (EN) Man into Wolf. An Anthropological Interpretation of Sadism, Masochism and Lycanthropy, su InternetArchive.org, 1ª ed., Londra, Spring Books, 1951. URL consultato il 26 marzo 2016.
- (EN) Man into Wolf. An Anthropological Interpretation of Sadism, Masochism and Lycanthropy, con un'introduzione di David Kennedy Henderson, New York, Greenwood Publishing, 1969, ISBN 0-8371-2090-X.
- Martino Doni e Enrico Giannetto (a cura di), Uomo lupo. Saggio sul sadismo, il masochismo e la licantropia, Le porpore, n. 58, Milano, Medusa edizioni, 2011, ISBN 978-88-7698-232-3.
- Robert Eisler, Uomo diventa lupo. Un'interpretazione antropologica di sadismo, masochismo e licantropia, Prefazione di David K. Enderson, Postfazione di Brian Collins, trad. Raul Montanari, I peradam n. 13, Milano, Adelphi, 2019, ISBN 9788845933721.